# ألبرت بيج
ألبرت بيج (بالإنجليزية: Albert Page)‏ (18 مارس 1916 في المملكة المتحدة - 1995) هو لاعب كرة قدم بريطاني (وحمل سابقاً جنسية المملكة المتحدة لبريطانيا العظمى وأيرلندا) في مركز الدفاع. لعب مع توتنهام هوتسبير وكولتشستر يونايتد ونادي ليتون ‏.

## وصلات خارجية
- ألبرت بيج على موقع قاعدة بيانات كرة القدم.إي يو (الإنجليزية)